# En bil
En bil er en dansk dokumentarfilm fra 1977, der er instrueret af Ole John efter eget manuskript.

## Handling
En ny bil er ved at blive gjort klar. Om lidt har den endt sin lange rejse ved samlebåndet og står klar til at blive brugt. Tusinder af arbejdere over hele verden har været med til at fremstille den. Filmen skildrer, hvilke råstoffer der bruges, hvorfra de kommer og de arbejdsforhold, biler fremstilles under. Rejsen går således til Kiruna i Sverige (jernmalm), Ruhr-distriktet i Tyskland (kul og stålværker), Zambia (kobber), Oman (olie) og Malaysia (gummi), før filmen igen er tilbage ved samlebåndet, hvor en ny bil er ved at blive gjort klar. Filmen søger gennem sin rejse i geografien at vise sammenhængen mellem arbejdskraft, energi og maskiner, levevilkår og økonomi.